# Chongren (köping i Kina)
Chongren (kinesiska: 崇仁镇, 崇仁) är en köping i Kina. Den ligger i provinsen Sichuan, i den sydvästra delen av landet, omkring 89 kilometer sydväst om provinshuvudstaden Chengdu. Antalet invånare är 27 597. Befolkningen består av 13 712 kvinnor och 13 885 män. Barn under 15 år utgör 9,0 %, vuxna 15-64 år 76 %, och äldre över 65 år 14,0 %.
Genomsnittlig årsnederbörd är 1 512 millimeter. Den regnigaste månaden är juli, med i genomsnitt 367 mm nederbörd, och den torraste är januari, med 14 mm nederbörd.